# Sant Jordi
Pour la ville, voir Sant Jordi (Communauté valencienne).

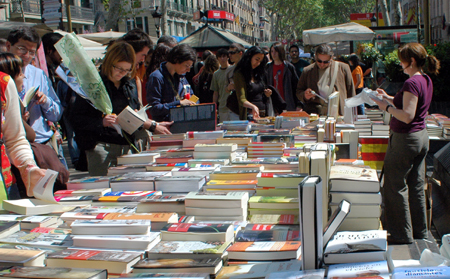
Stands de livres sur les ramblas à Barcelone le jour de la Sant Jordi (2007).

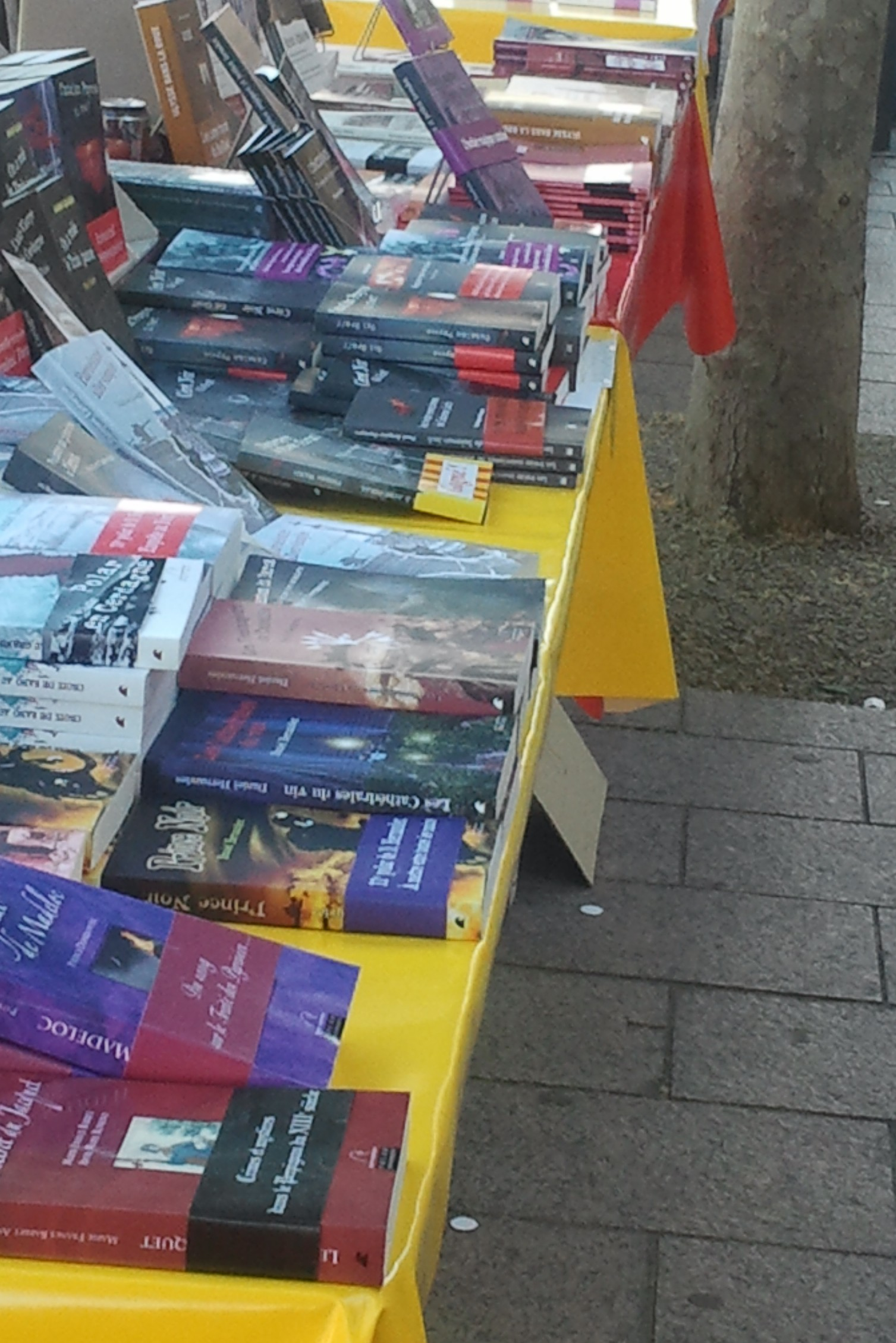
Stand de livres lors de la Sant Jordi à Perpignan (2014)

Sant Jordi (en catalan, Saint Georges en français, San Jorge en espagnol, Sant Chorche en aragonais) est une fête qui se déroule le 23 avril, jour de la saint Georges, patron de l'Aragon, de Valence, des îles Baléares et de la Catalogne. Saint Georges est également le saint patron d'importantes villes espagnoles telles qu'Alcoy et Cáceres (de cette dernière ville dès le début du XIIIe siècle). La tradition veut que chaque année, on offre une rose et, depuis les années 1920, un livre. Cette tradition est beaucoup plus présente dans les territoires de la Catalogne, où a perduré cette tradition. Depuis 1995, l'UNESCO en a fait la Journée mondiale du livre et du droit d'auteur.
La Santé Jordi correspond également à la journée nationale de l'Aragon, Santé Jordi étant le patron de cette région. Des offrandes florales et des festivités y ont lieu.

## Tradition
Depuis le Moyen Âge, cette offrande de la rose a été perpétuée, surtout en terre catalane. Le mouvement littéraire de la Renaixença, pendant la deuxième moitié du XIXe siècle, fait de Sant Jordi le symbole de l'identité catalane. En 1926, l'écrivain et éditeur espagnol Vicent Clavel i Andrés, originaire de Valence mais établi à Barcelone, directeur d’Editorial Cervantes, proposa aux libraires barcelonais d'instituer une fête pour soutenir et diffuser les livres. La date retenue fut d'abord le 7 octobre, avant d'être modifiée au 23 avril, afin de rendre hommage à l'écrivain le plus célèbre du pays, inhumé le 23 avril 1616, Miguel de Cervantes.
Peu à peu, cette fête pris un sens civique, d'hommage à la culture catalane à travers la littérature et est une sorte de fête nationale officieuse, non fériée. Les hommes offrent une rose aux femmes, et les femmes offrent un livre aux hommes, mais parfois chacun et chacune offre un livre, ou à la fois la fleur et le livre. La Sant Jordi est devenue rien moins que la plus grande fête du livre au monde, avec un chiffre d'affaires moyen de vingt millions d'euros de livres vendus en une journée, pour une population de sept millions d'habitants.